# Samsung Galaxy M42 5G
El Samsung Galaxy M42 5G es un teléfono inteligente basado en Android fabricado por Samsung Electronics como parte de la serie Samsung Galaxy M. Fue anunciado el 28 de abril de 2021 y se lanzó el 1 de mayo de 2021.

## Especificaciones

### Diseño
El Samsung Galaxy M42 5G viene en los colores Prism Dot Black (negro) y Prism Dot Grey (gris). Las dimensiones del teléfono son 164.4 x 75.9 x 8.6 mm y pesa 190 gramos.

### Hardware
El Samsung Galaxy M42 5G tiene una pantalla Super AMOLED de 6,6 pulgadas con una resolución de 720 x 1600 píxeles, una relación de aspecto de 20:9 y una densidad de píxeles de ~266 ppi.